# Saran (Kazakhstan)
Pour les articles homonymes, voir Saran.
Saran (en kazakh : Саран, en russe : Сарань) est une localité du centre du Kazakhstan, située sur la Noura, à 25 kilomètres de Karaganda, dans l'oblys de Karaganda.
Saran est un centre d'extraction de charbon important.

## Démographie
En 2009, la population de Saran s'élevait à 42 058 habitants, en baisse par rapport à celle de 1999 (42 957 habitants).
Depuis 1959, la population a évolué comme suit:
| Année      | Population 1959 | Population 1970 | Population 1979 | Population 1989, | Population 1999 | Population 2009 | Population 2012 |
| ---------- | --------------- | --------------- | --------------- | ---------------- | --------------- | --------------- | --------------- |
| Population | 39 810          | 49 053          | 54 878          | 63 624           | 42 957          | 42 058          | 42 680          |

## Économie
Outre l'exploitation du charbon, caractérisée par des mines et des dépôts, la localité accueille également des exploitations de production de matériaux de construction, ainsi qu'une école d'instituteurs.

## Culture et patrimoine

### Patrimoine civil
L'obélisque à la gloire militaire fut érigé pour le quarantième anniversaire de la victoire du peuple soviétique lors de la Seconde Guerre mondiale.
Un second obélisque, élevé en 1975, témoigne du trentième anniversaire de la même victoire.
Le buste de Jamboul Jabayev, poète, musicien et improvisateur kazakh, se dresse dans la rue éponyme depuis 1973.
Alexandre Pouchkine est également honoré depuis 1956 dans la cour de l'école numéro quatre. Un autre écrivain russe Arkadi Gaïdar possède également un buste depuis 1972 dans une école voisine.
Enfin, toujours dans le domaine de la littérature, la maison de la culture de la mine d'Aktasskaya recèle un monument à la mémoire du poète et dramaturge soviétique Vladimir Maïakovski.
Le monument en l'honneur de Lénine se dresse depuis 1970, date du centième anniversaire du révolutionnaire russe, dans l'enceinte du corps militaire.

### Patrimoine religieux
Le mazar d'Igilik Utepov bai est situé dans la partie industrielle de Saran. C'est un exemple de dôme funéraire du XIXe siècle du centre du Kazakhstan.

## Équipements
Le stade Sunkar a accueilli la saison 2010-2011 du FC Gefest (en), initialement basé à Karaganda.

## Personnalités liées à la localité
Sergueï Karimov, né en 1986 à Saran, est un footballeur évoluant en Allemagne au MSV Duisbourg, comme arrière gauche.
Mikhail Gordeychuk, né en 1989 à Saran, est un joueur de football biélorusse, membre de l'équipe de Biélorussie olympique de football lors du tournoi de Toulon 2012.